# 펠릭스 바움가르트너
펠릭스 바움가르트너(Felix Baumgartner, 1969년 4월 20일 ~ 2025년 7월 17일)는 오스트리아의 스카이다이버이다. 잘츠부르크 태생으로 2012년 10월 14일, 레드불 스트라토스에서 지상 39km 자유낙하에 성공하여, 스카이다이빙의 최고 고도 기록을 달성하였다. 이 기록은 2014년 41km 자유낙하에 성공한 앨런 유스터스 구글 부사장에 의해 깨졌다.
2012년 11월 6일 말다툼 끝에 그리스인 트럭 기사 얼굴을 폭행해서 벌금 1500유로를 냈다.
2016년 1월, 인터넷에 반(反)난민 게시글을 작성하고 헝가리 총리 오르반 빅토르를 노벨 평화상 후보로 추천한 것으로 오스트리아 언론에 보도됐다. 후에 우익 포퓰리즘 정당 자유당의 노르베르트 호퍼 대통령 후보를 지지했다. 2016년 7월 13일 페이스북은 150만 명을 거느린 팬페이지를 삭제했다. 바움가르트너는 '정치적 엘리트들'에 대해 '아주 불편해져야'한다고 주장했다.
2025년 7월 17일, 이탈리아 페르모의 포르토 산텔피디오에서 패러글라이딩 비행 중 56세의 나이로 사망하였다. 그는 공중에서 기체의 조종을 잃었고, 르 미모제 가족 캠핑 빌리지의 수영장으로 추락하여 그곳에 있던 한 젊은 여성을 충격하여 부상을 입혔다.